# Лабастид-Сезерак
Лабасти́д-Сезера́к (фр. Labastide-Cézéracq) — коммуна во Франции, находится в регионе Аквитания. Департамент — Атлантические Пиренеи. Входит в состав кантона Арти-э-Пеи-де-Субестр. Округ коммуны — По.
Код INSEE коммуны — 64288.

## География

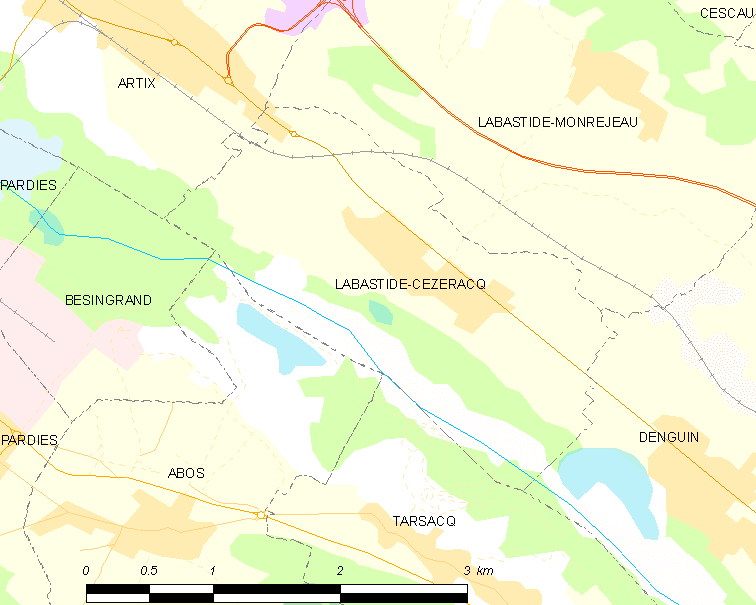
Карта коммуны

Коммуна расположена приблизительно в 650 км к югу от Парижа, в 165 км южнее Бордо, в 17 км к северо-западу от По.
На юго-западе коммуны протекает река Гав-де-По.

### Климат
Климат тёплый океанический. Зима мягкая, средняя температура января — от +5°С до +13°С, температуры ниже −10 °C бывают редко. Снег выпадает около 15 дней в году с ноября по апрель. Максимальная температура летом порядка 20-30 °C, выше 35 °C бывает очень редко. Количество осадков высокое, порядка 1100 мм в год. Характерна безветренная погода, сильные ветры очень редки.

## Население
Население коммуны на 2010 год составляло 555 человек.
| 1962 | 1968 | 1975 | 1982 | 1990 | 1999 | 2010 |
| ---- | ---- | ---- | ---- | ---- | ---- | ---- |
| 403  | 428  | 382  | 373  | 403  | 450  | 555  |

## Администрация
| Период | Период | Фамилия          | Партия | Примечания |
| ------ | ------ | ---------------- | ------ | ---------- |
| 1995   | 2014   | Жан-Клод Кабанне |        |            |
| 2014   | 2020   | Доминик Туйа     |        |            |

## Экономика
В 2010 году среди 372 человек трудоспособного возраста (15-64 лет) 290 были экономически активными, 82 — неактивными (показатель активности — 78,0 %, в 1999 году было 75,5 %). Из 290 активных жителей работали 267 человек (147 мужчин и 120 женщин), безработных было 23 (13 мужчин и 10 женщин). Среди 82 неактивных 20 человек были учениками или студентами, 41 — пенсионерами, 21 были неактивными по другим причинам.

## Достопримечательности
- Церковь Усекновения Главы Иоанна Крестителя (1890 год)[4]

## Фотогалерея

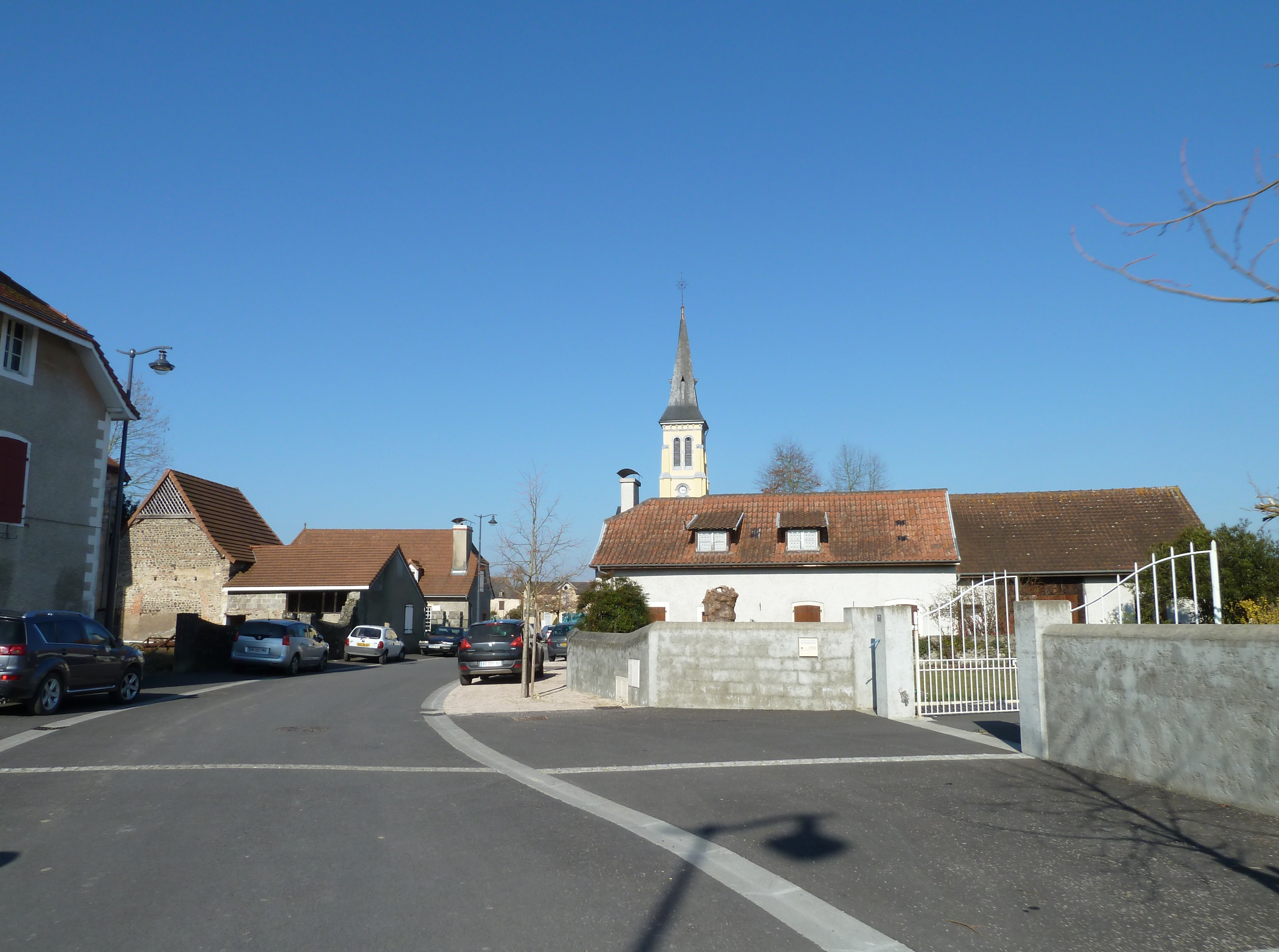
Лабастид-Сезерак
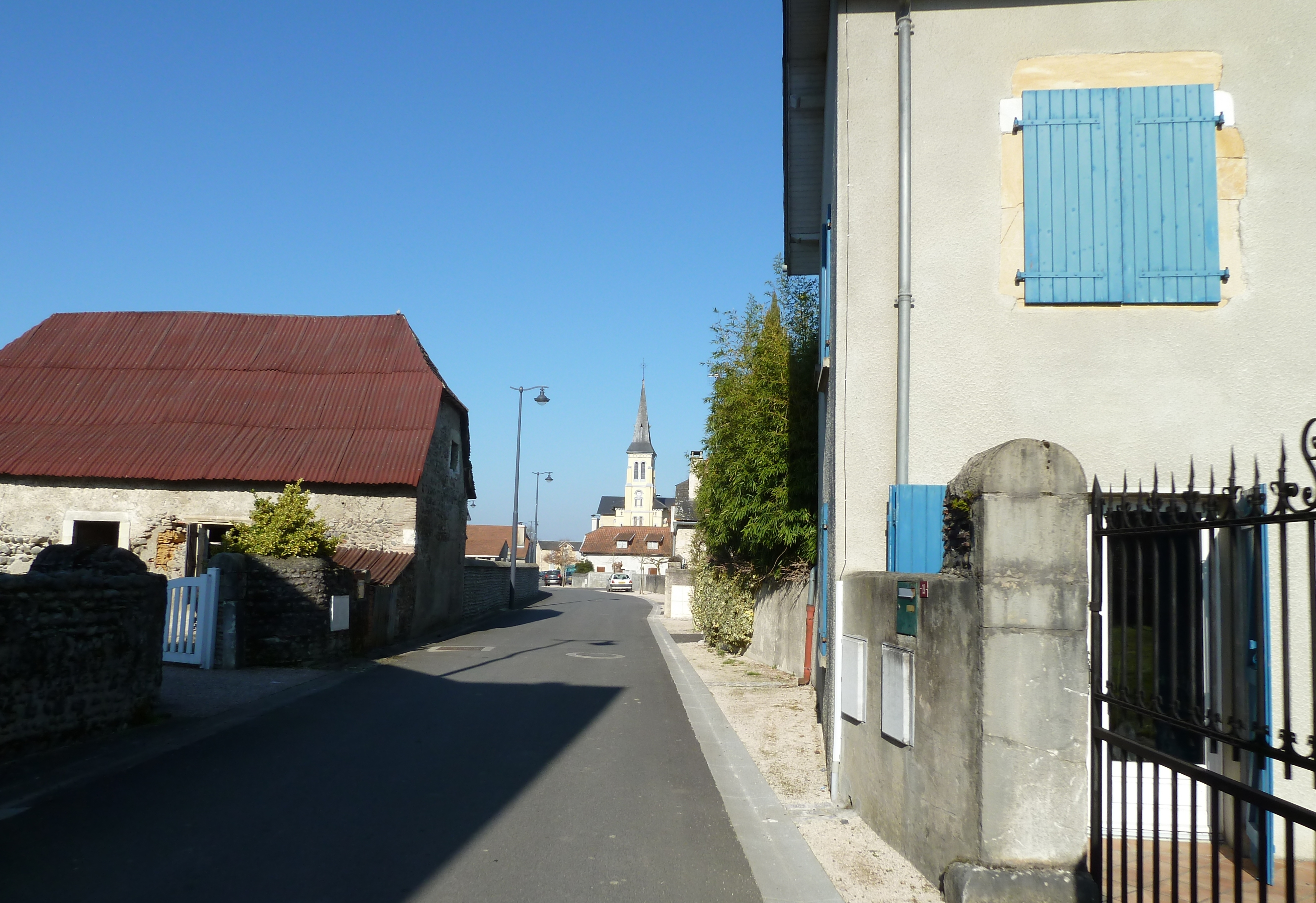
Лабастид-Сезерак
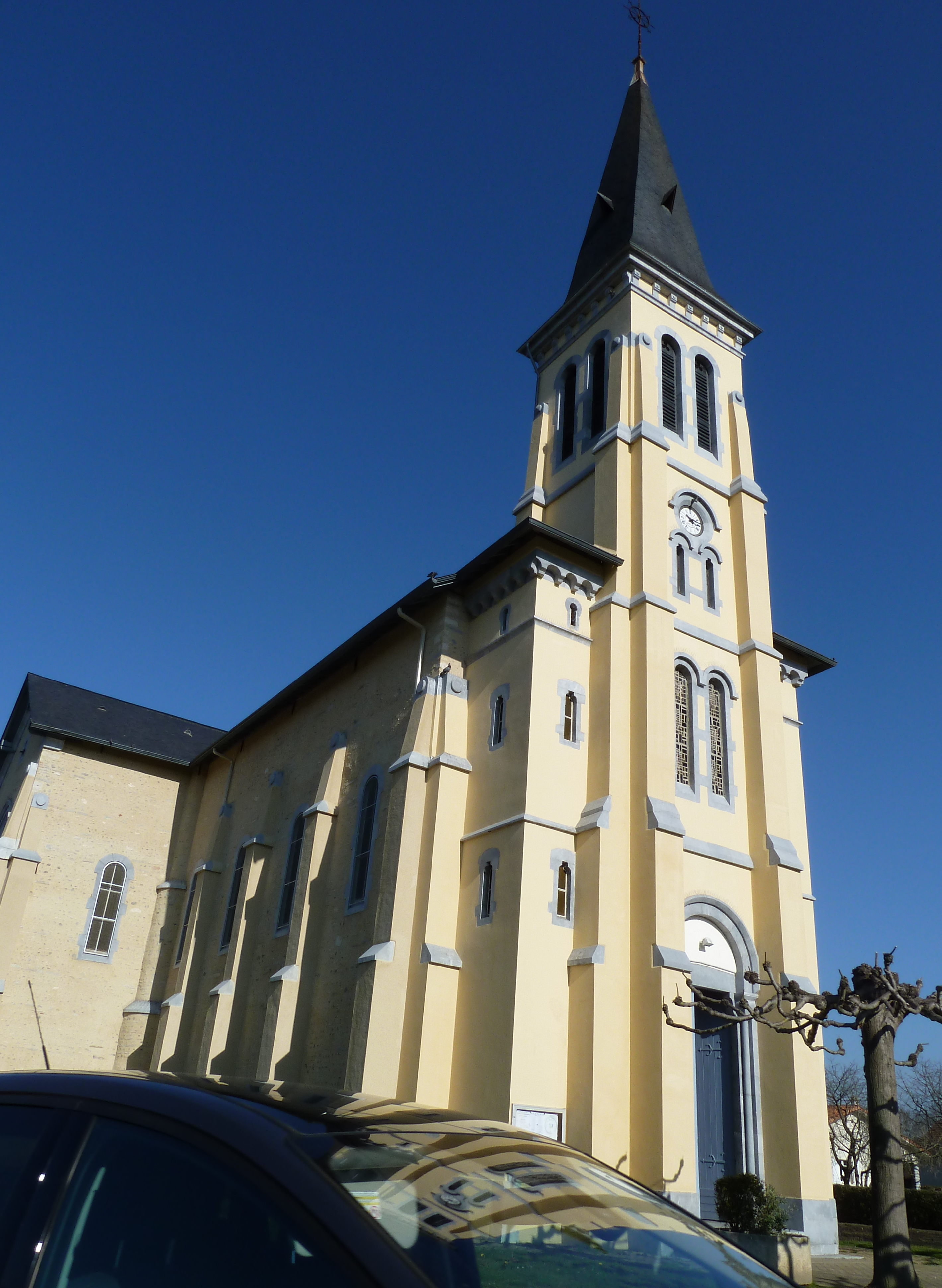
Церковь Усекновения Главы Иоанна Крестителя
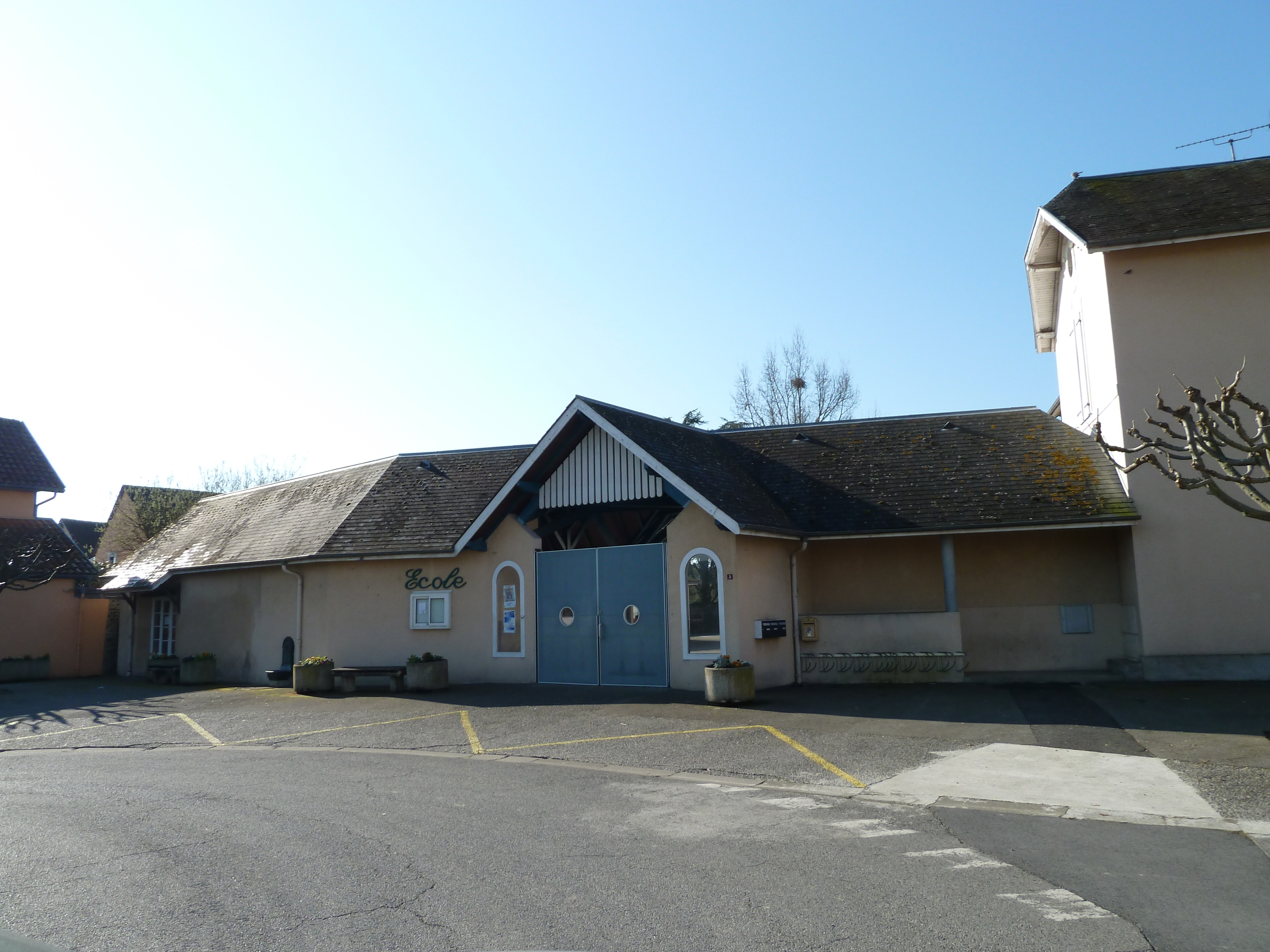
Школа